# 山川賢一
山川 賢一（やまかわ けんいち、男性、1977年 - ）は日本の文芸評論家。

## 文芸評論家になるまで
愛知県で誕生する。名古屋大学大学院文学研究科人文学専攻フランス文学専修修了。会社員、予備校講師を経て文筆活動に移る。

## 文芸評論活動開始後
東浩紀の『動物化するポストモダン』を「物語の作家性やテーマが衰退しており、これが近代の終りである」という結論を導くための意図的に誤読を招く構造であるとして批判している。同様の視点から千葉雅也の著作にも批判的である。

## 論争
東や千葉の著作の参考文献に関する文章を執筆したことのある哲学者・仲正昌樹は、あくまで自身の哲学的立場が東や千葉とは異なることを示しつつも、過度にソーカル事件に依拠することや、批判対象の著作に対して根本的な誤解や混同があるとして、山川を批判している。山川もこれに対して揶揄的に反論したが、仲正は、ソーカルたちの誤読しているポイントを具体的に解説しながら、その部分を引用元や原典と照らし合わせながら山川やその同意者たちが確認していないことを指摘し、他者を批判する際の彼らの品格のあり方を酷評している。

## 作品リスト

### 単書
- 成熟という檻―『魔法少女まどか☆マギカ』論（2011年8月、キネマ旬報社）
- Mの迷宮 『輪るピングドラム』論（2012年4月、キネマ旬報社）
- エ/ヱヴァ考 （2012年11月、平凡社）

### 共著
- 宮崎駿ワールド大研究(別冊宝島 2013) (2013年6月、宝島社)
- ポストヒューマニティーズ――伊藤計劃以後のSF (2013年7月、南雲堂)
- アニメのかたろぐ 1990ー1999 (2014年5月、河出書房新社)
- Fate/Plus 虚淵玄 Lives 〜解析読本 (2014年7月、河出書房新社)

### 論文
- 「フィジカルな宇宙―H・G・ウェルズ」 - 2009年度（第5回）日本SF評論賞（日本SF作家クラブ主催／「S‐Fマガジン」後援）最終選考作品
- 「H・G・ウェルズ―ダーウィニズムの詩学」 - 2011年度（第54回）群像新人文学賞評論部門最終選考作品

## 注
1. ↑  山川賢一『成熟という檻―『魔法少女まどか☆マギカ』論』（2011年8月、キネマ旬報社）著者等紹介
2. ↑  “山川賢一の『動ポモのどこがクソなのか大会』”. 2013年10月26日閲覧。
3. ↑  千葉雅也のアンチ・エビデンス論について（最終版）｜しんかい37（山川賢一）｜note
4. ↑  東が参考文献として度々挙げているペーター・スローターダイクやジャック・デリダなどの著作は、仲正の著書でも度々言及されている。
5. ↑  明月堂書店 – 自分の脳内陣取りゲームを現実と思い込み、「お前は追いつめられている！　俺がそう思うんだから間違いない！」、と絶叫するソーカル病患者たちの末期症状　仲正昌樹【第41回】 – 月刊極北
6. ↑  明月堂書店 – ポストモダンをめぐる大陰謀論　仲正昌樹【第42回】 – 月刊極北
7. ↑  仲正昌樹のソーカル事件をめぐる記事について｜しんかい37（山川賢一）｜note
8. ↑  明月堂書店 – 偏狭な「敵／味方」思考で退化が進み、棲息域が狭まる反ポモ人たち　仲正昌樹【第43回】 – 月刊極北
9. 1 2  明月堂書店 – 「ポストモダン」と「ソーカル事件」に便乗して目立とうとする「山川賢一とその仲間」という寄生虫はどうやって生まれてきたのか？　仲正昌樹【第44回】 – 月刊極北